# Tiametoxam
O tiametoxam é um inseticida de amplo espectro da família dos neonicotinoides.

## História
O tiametoxam foi desenvolvido pela Syngenta. Posteriormente, houve uma disputa pela patente com a Bayer, que já detinha  patentes de outros neonicotinoides, incluindo a imidacloprida. Em 2002 a disputa foi resolvida quando a Syngenta pagou à Bayer 120 mihões de dólares, em troca dos direitos mundiais do tiametoxam.

## Usos
O tiametoxam é um inseticida sistêmico que é rapidamente absorvido e transportado a toda a planta, impedindo que insetos se alimentem da planta. É ativo no estômago dos insetos e também por contato direto. Nos insetos atua, da mesma forma que outros neonicotinoides, interferindo na transferência de informações entre células nervosas, fazendo com que os insetos fiquem paralisados.
É efetivo contra Aphididae, Thysanoptera, Coleoptera, Chilopoda, Diplopoda, Symphyta e Isoptera.
É uma sustância moderadamente tóxica. É tóxica para Apis mellifera e prejudicial a organismos aquáticos e edáficos.

## Relação com o colapso das colônias de abelhas
O tiametoxam, assim como outros inseticidas, foi relacionado com o distúrbio do colapso das colônias de abelhas melíferas. O produto pode migrar para o pólen e o néctar das plantas, afetando os insetos polinizadores.
Segundo a Anses (Agence nationale sanitaire de l'alimentation, de l'environnement et du travail), a agência francesa de segurança sanitária dos Alimentos, o limite máximo tolerável para que não haja mortalidade de abelhas é de 1,8 nanogramas por abelha, durante uma exposição de 10 dias; doses de 5 nanogramas/abelha dificultam a volta do inseto à colmeia. A concentração de tiametoxam no pólen varia, podendo chegar a 4,8 nanogramas por grama. Um estudo de 2012 simulando as condições reais mostrou que a mortalidade de abelhas por não conseguirem voltar à colmeia pode até triplicar se elas tiverem contato com resíduos de tiametoxam.
A agência francesa autorizou o uso deste inseticida em sementes de milho, recomendando todavia que não fossem colocadas  colmeias a menos de 3 km das áreas de cultivo  tratadas com o produto ou que pudessem ter resíduos de tiametoxam. O produto, vendido em muitos países sob a marca Cruiser e a autorização do seu uso na lavoura de milho, colza, girassol, etc. foi muito criticada pela  União Nacional de Apicultura Francesa. Afinal, em fevereiro de 2011, o Conselho de Estado francês revoglou as autorizações emitidas em  2008 e 2009, pelo Ministério da Agricultura da França, para a  comercializaçã do Cruiser. Mas o Conselho não se pronunciou sobre um outro produto similar, o Cruiser 350.
Na Alemanha, o uso de tiametoxam é sujeito a restrições: a autorização de comercialização foi suspensa inicialmente e depois liberada para certos cultivos.
Em março de 2012 a prestigiosa revista científica Science publicou um artigo que mostra a relação entre a presença de tiametoxam na alimentação das abelhas melíferas e a desorientação (dificuldade para encontrar o caminho de volta à colmeia) desses insetos, o que pode explicar o fenômeno de despovoamento  conhecido como  colapso das colonias.
A partir de 1° de dezembro de 2013, o uso de três inseticidas neonicotinoides (clotianidina, tiametoxam e imidacloprida) será proibido por dois anos, nas lavouras de milho, colza, girassol, algodão e cereais, por decisão da Comissão Europeia.